# Whitney Engen
Whitney Engen (née le 28 novembre 1987 à Torrance, dans l'État de Californie) est une joueuse de soccer américaine évoluant au poste de défenseur. Elle joue actuellement au Tyresö FF et elle est membre de l'équipe des États-Unis de soccer féminin.

## Biographie

### Carrière universitaire
Elle joue d'abord pour l'équipe de soccer de Palos Verdes Peninsula High School où elle reçoit les prix de "Most Valuable Offensive Player" en tant que freshman et "Most Valuable Player" en tant que sophomore. Elle joue alors en attaque ou au poste de milieu offensif mais manque une grande partie de la saison junior en raison d'une blessure. En 2009, elle entre à l'Université de Caroline du Nord et joue pour l'équipe des North Carolina Tar Heels. C'est là qu'elle est repositionnée au poste de défenseur. Elle joue ainsi dans le Championnat NCAA de soccer féminin qu'elle remporte à trois reprises, en 2006, 2008 et 2009 en compagnie de Tobin Heath.

### Carrière en club
Le 15 janvier 2010, elle est draftée en 4e position par les Chicago Red Stars lors de la Draft 2010 de la Women's Professional Soccer. En 2011, elle est transférée au Western New York Flash. Elle remporte le championnat 2011 et est élue "Défenseur de l'année". À l'issue de la saison, elle est prêtée pendant six mois au club suédois de Tyresö FF. Elle joue six matches et inscrit un but. 
Elle retourne ensuite aux États-Unis et à la suite de la disparition de la WPS, elle s'engage avec le club de Pali Blues en W-League.
En octobre 2012, elle signe un contrat avec le club anglais de Liverpool LFC. Elle arrive au club en janvier 2013 pour participer au Championnat d'Angleterre de football féminin 2013 qui débute en avril. 

### Carrière en sélection
Whitney Engen est convoquée en sélection pour la première fois en mars 2010 puis en octobre 2010 mais n'entre jamais en jeu. Elle obtient ses deux premières capes à l'occasion de l'Algarve Cup 2011 : elle entre en cours de jeu contre la Norvège et la Finlande lors de la phase de groupes. Les États-Unis remportent la finale mais elle reste sur le banc. Malgré des convocations récurrentes, elle ne joue pas un seul match en sélection en 2012. En 2013, le nouveau sélectionneur Tom Sermanni la retient dans l'équipe des États-Unis qui participe à l'Algarve Cup 2013. Elle remporte la compétition et inscrit même son premier but en sélection, contre la Chine, lors d'un match de la phase de groupes.

### Buts en sélection
| Buts en sélection de Whitney Engen | Buts en sélection de Whitney Engen | Buts en sélection de Whitney Engen     | Buts en sélection de Whitney Engen | Buts en sélection de Whitney Engen | Buts en sélection de Whitney Engen | Buts en sélection de Whitney Engen |
|                                    | Date                               | Lieu                                   | Adversaire                         | Résultat                           | Compétition                        |                                    |
| ---------------------------------- | ---------------------------------- | -------------------------------------- | ---------------------------------- | ---------------------------------- | ---------------------------------- | ---------------------------------- |
| 1.                                 | 8 mars 2013                        | Estádio Municipal, Albufeira, Portugal | Chine                              | 5-0                                | Algarve Cup 2013                   |                                    |

NB : Les scores sont affichés sans tenir compte du sens conventionnel en cas de match à l'extérieur (États-Unis-Adversaire)

## Palmarès
- Vainqueur du championnat Women's Professional Soccer en 2011.
- Vainqueur du Championnat NCAA de soccer féminin en 2006, 2008 et 2009.
- Vainqueur de l'Algarve Cup en 2011 et 2013.

## Distinctions personnelles
- Défenseur de l'année de la WPS en 2011.
- Second-Team Soccer Buzz All-America
- Third-Team NSCAA All-America
- Second-Team All-ACC
- Women's College Cup All-Tournament Team
- All-ACC Tournament
- ACC All-Academic Team
- NSCAA/adidas First-Team Collegiate Scholar All-America Team
- First-Team NSCAA All-Southeast Region
- First-Team Soccer Buzz All-Southeast Region
- Top Drawer Soccer National Team of the Week (23 septembre 2008)
- Soccer America National Team of the Week (23 septembre 2008)
- Soccer Buzz Elite Team of the Week (23 septembre 2008)
- MVP of 2008 Duke adidas Classic
- 2008 Duke adidas Classic All-Tournament Team